# SATA Port Multiplier
Con il nome SATA Port Multiplier si indica una tecnologia sviluppata da Intel nel 2007 e integrata nei chipset della famiglia Bearlake e, successivamente, in quello della piattaforme Centrino 2 e Centrino 2 vPro Montevina, conosciuto come Cantiga.
Più precisamente, tale funzionalità è integrata nel southbridge dei chipset, che in entrambi è l'ICH9.

## Principi di funzionamento
Attraverso questa funzionalità Intel consente di collegare ad un'unica porta SATA fino a 15 unità disco simultaneamente, moltiplicando quindi istantaneamente le possibilità di espansione di un qualsiasi sistema basato su uno dei 2 chipset sopracitati. Non si tratta in realtà di una vera novità; già in passato infatti si sono viste tecnologie simili nel campo degli hard disk con interfaccia SCSI, ma è la prima volta che questa versatilità viene resa di fatto disponibile al grande pubblico appoggiandosi al ben più comune standard SATA.
Per smistare il traffico di dati sulle varie periferiche connesse ad un'unica porta SATA, vengono utilizzate 2 regole, di seguito illustrate.

### Command-based Switching
Si tratta di una logica già utilizzata ai tempi dello standard PATA con dischi rigidi EIDE, in cui un disco poteva essere "Master" o "Slave". Anche in quel tipo di interfaccia infatti, i 2 dischi connessi ad un unico canale condividevano il cavo dati, e appositi circuiti di controllo consentono quindi alle periferiche connesse di comunicare una alla volta con il sistema. È chiaro che se i dati vengono scambiati tra periferiche connesse a porte diverse, questa regola non comporta alcun perdita di prestazioni, mentre se i dati vengono scambiati tra periferiche che condividono la stessa porta attraverso il moltiplicatore di porte SATA in questione, la velocità di trasferimento è decisamente più bassa, dato che i dati possono transitare solo in maniera unidirezionale.

### FIS (Frame Information Structure)-based Switching
Per ovviare alle limitazioni prestazionali imposte dalla regola precedente, è disponibile anche questa seconda modalità di funzionamento che però si appoggia alla CPU influenzando di conseguenza le eventuali elaborazioni in corso da parte del sistema, e la sua reattività in caso di azioni da parte dell'utente.
Proprio per questo motivo, la modalità predefinita è la prima, e tocca all'utente scegliere di abilitare o meno, la gestione più avanzata del traffico sulle porte SATA.